# Бреклум
Бреклум (нім. Breklum) — громада в Німеччині, розташована в землі Шлезвіг-Гольштейн. Входить до складу району Північна Фризія. Складова частина об'єднання громад Міттлерес-Нордфрісланд.
Площа — 10,06 км2. Населення становить 2308 ос. (станом на 31 грудня 2020).

## Галерея

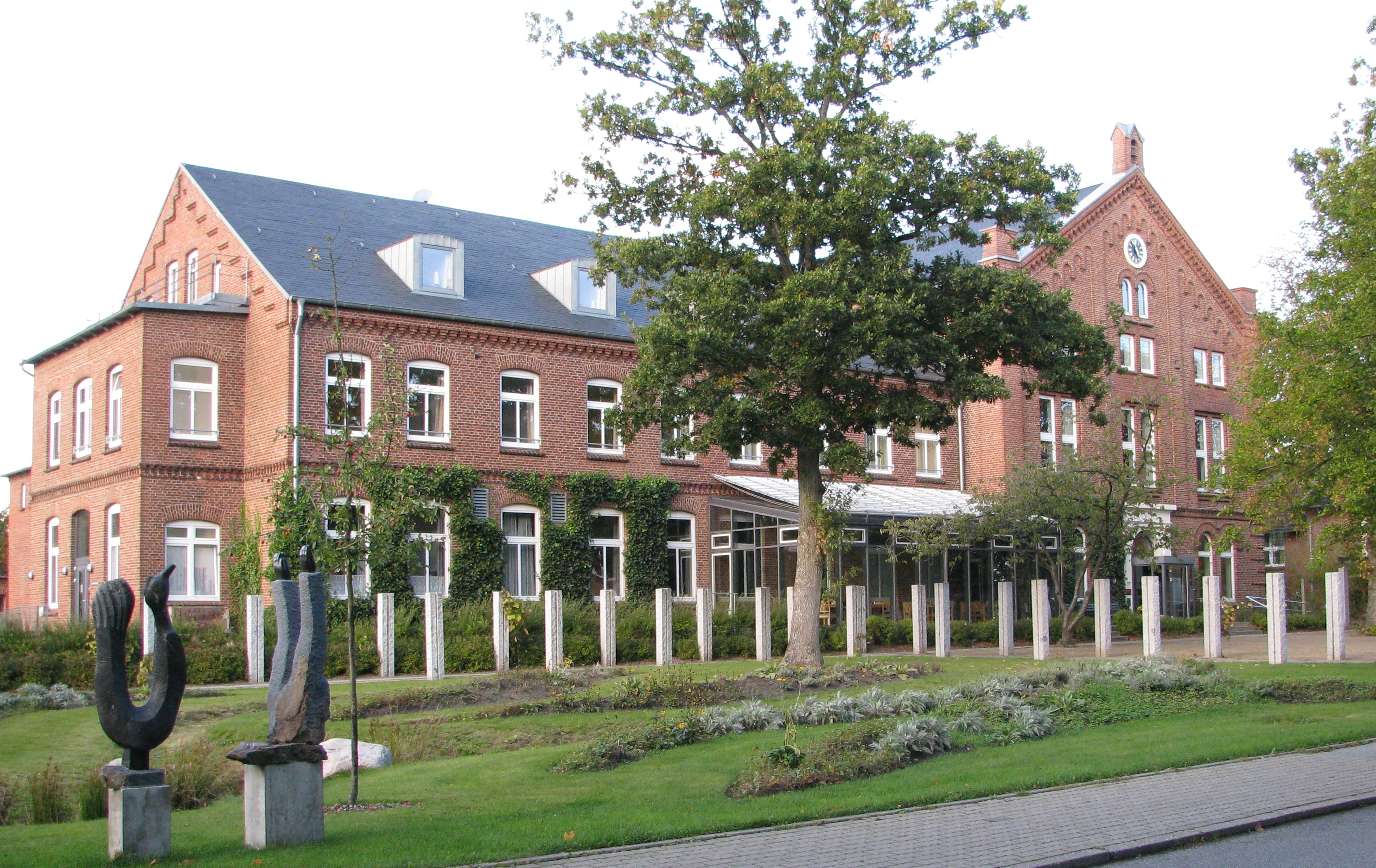
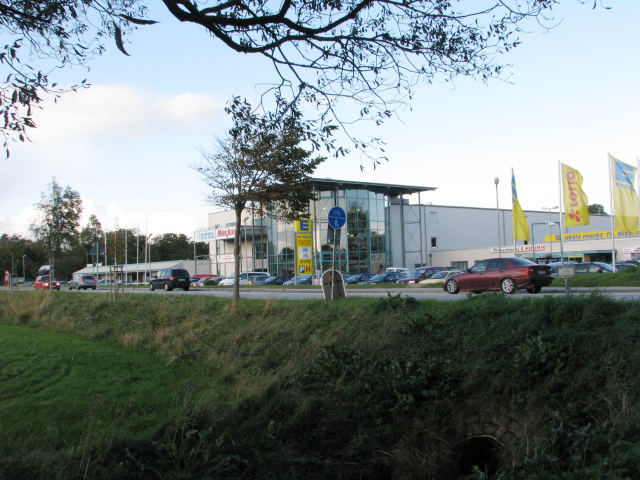